# 구이드노 가란히르
구이드노 가란히르(아일랜드어: Gwyddno Garanhir [qwiðno ga'ranhir])은 웨일스 신화에서 웨일스 서해안에 있었다는 Cantre'r Gwaelod 라는 땅의 지배자이다. 엘핀 압 그위드노의 아버지이며, 유명한 웨일스 음유시인 탈리에신의 양아버지이다.